# József Navarrete
József Navarrete (Santa Clara, Cuba, 26 de diciembre de 1965) es un deportista húngaro de origen cubano que compitió en esgrima, especialista en la modalidad de sable.
Participó en los Juegos Olímpicos de Atlanta 1996, obteniendo una medalla de plata  en la prueba por equipos (con Csaba Köves y Bence Szabó) y el cuarto lugar en la individual.
Ganó cinco medallas en el Campeonato Mundial de Esgrima entre los años 1993 y 1998, y una medalla de bronce en el Campeonato Europeo de Esgrima de 1998.

## Palmarés internacional
| Juegos Olímpicos   | Juegos Olímpicos            | Juegos Olímpicos  | Juegos Olímpicos  |
| Año                | Lugar                       | Medalla           | Prueba            |
| ------------------ | --------------------------- | ----------------- | ----------------- |
| 1996               | Atlanta (Estados Unidos)    | Medalla de plata  | Sable por equipos |
| Campeonato Mundial |                             |                   |                   |
| Año                | Lugar                       | Medalla           | Prueba            |
| 1993               | Essen (Alemania)            | Medalla de oro    | Sable por equipos |
| 1994               | Atenas (Grecia)             | Medalla de plata  | Sable por equipos |
| 1995               | La Haya (Países Bajos)      | Medalla de bronce | Sable por equipos |
| 1997               | Ciudad del Cabo (Sudáfrica) | Medalla de bronce | Sable por equipos |
| 1998               | La Chaux-de-Fonds (Suiza)   | Medalla de oro    | Sable por equipos |
| Campeonato Europeo |                             |                   |                   |
| Año                | Lugar                       | Medalla           | Prueba            |
| 1998               | Plovdiv (Bulgaria)          | Medalla de bronce | Sable individual  |